# ローレンス・ヴァン・デル・ポスト
サー・ローレンス・ヤン・ヴァン・デル・ポスト（Sir Laurens Jan van der Post, CBE、1906年12月13日 - 1996年12月16日）は、20世紀のアフリカーナー著作家であり、農耕者にして、戦争の英雄、イギリス政府首脳陣の政治顧問、チャールズ王太子の側近中の側近、王太子の息子ウィリアム王子の代父、教育家、ジャーナリスト、人道主義者、哲人、探検家、自然保護論者である。

## 生涯

### 出生から出征まで
ヴァン・デル・ポストはオレンジ川植民地（旧オレンジ自由国、現在の南アフリカ共和国の一部）のフィリポリスにある小さな町で生まれた。ローレンスの父、オランダ出身のクリスティアン・ウィリアム・ヴァン・デル・ポスト（1856年 - 1914年）は、3歳のとき南アフリカに渡り、後にローレンスの母になる人物と1889年に結婚した。母の名はラミィといい、ドイツ出身の人物である。一家は全部で15人になる子供がおり、ローレンスは13番目の子にして五男である。クリスティアンは法律家にして政治家であり、対イギリス、第二次ボーア戦争を戦った。この第二次ボーア戦争後、家族を伴ってクリスティアンはステレンボッシュに逃れた。ローレンスも母の胎内であるが、そこで過ごした。一家は1906年、オレンジ川植民地のフィリポリスに戻り、ここでローレンスは生まれた。
ローレンスはその幼少期を一家の農園で過ごし、かなりの蔵書を有する父の書斎（ホメロスやシェイクスピアも含まれていた）から読書の楽しみを覚えた。1914年夏に父が亡くなる。1918年、ローレンスはブルームフォンテーンのグレイ・カレッジに入学した。そこで深甚な衝撃を受けることになるが、それは「自分が黒人と分かち合っていた同じ人類であるという感覚を破壊するような教育がされている」からであった。
1925年、研修としてダーバンの「The Natal Advertiser」で働きながらレポーターを務めたのが、初めての仕事である。その「The Natal Advertiser」のローレンスの記事には、ダーバンや地元のグラス・ホッケー・チームで示されたローレンス自身の業績も含まれている。
1926年、他の2人の異議申し立てする作家、ロイ・キャンベルとウィリアム・プルーマーとともに、「Voorslag」という名（英語で whip lash：鞭打ちの意）の風刺雑誌を刊行した。これは、南アフリカのそれまで以上の人種的な統合を呼びかける雑誌であり、その過激な見解のため3号までで発禁となった。
その後、プルーマーと3カ月の休みを取り、東京へ船で向かった。森勝衛が船長を務める「かなだ丸」という貨物船が日本へ帰国する時のことである。この経験は後年、この2人の作家にそれぞれ本を書かせることになった。
1927年、ケープ・タウン・オーケストラを創設した指揮者の娘、マージョリ・エディス・ヴェント（1995年没）と出会う。イギリスへ旅行に行き、1928年3月にドーセットのブリッドポートで結婚した。同年12月26日息子が生まれ、ヤン・ローレンス(1928〜)（後にジョンとして知られる）と名付けられた。
1929年、ケープ・タウンの新聞「ケープ・タイムズ」で働くため南アフリカへ戻る。ケープ・タウンでは「当初、マージョリと私はこれ以上ない凄まじい困窮のただ中で暮らしていた」とローレンスは日記に残している。ジェームズ・ヘルツォーク首相と南アフリカ白人優遇政策に反対するボヘミアンや知識人と連携を取り始める。「坩堝の南アフリカ」と題する記事で、ローレンスは南アフリカの人種問題に対する見解を明確にしたが、その中で「もとからの住民が自分たちと平等になるべきだということを、南アフリカの白人はこれまでに意識してそう捉えることをしてこなかった」と述べ、「地位向上と国内での交わりの過程には絶えず力を注いでいかねばならない（…）南アフリカの今後の文明開化は、黒色や白色にあるのではなく茶色であると私は信じる」とも予言している。
1931年にイギリスへ戻り、アーサー・ウェイリー、J.M.ケインズ、E.M.フォースターやヴァージニア・ウルフといった人物を含むブルームズベリー・グループの構成員と友情を築いていった。ヴァージニアとレオナードのウルフ夫妻は出版人で、以前、ウィリアム・プルーマーの仕事を出版しており、ヴァン・デル・ポストの、ウルフ夫妻やブルームズベリー・グループへの紹介は、このプルーマーの人脈を通じてであった。
1934年、ウルフ夫妻はホガース・プレスの書籍としてヴァン・デル・ポストの初めての小説を出版した。この『In a Province』と呼ばれる作品は、人種的にそしてイデオロギー的に引き裂かれた南アフリカの悲劇的な結末を描き出している。
その後、毎日働く農夫になること、そしてリリアン・バウエス・ライオンの助力があって可能になるのだが、隣人である彼女とともにグロスターシャーのテットベリー近くのコレイ農場を購入することを決心した。そこでは、牛の世話と南アフリカ新聞の特派員としてロンドンを時折尋ねることに時間を割いていた。この時期を人生上、方向を見失っていた時期だと捉えていたが、方向を見失ったのは、ヨーロッパが戦争へゆっくりと転落していくことの反映であるとみなしていた。
1936年、南アフリカへ5回往来していたが、その中でインガレット・ギフォード（1997年没）に出会い、愛しあうようになった。インガレットはイギリス人の女優で著述家であり、ローレンスより5歳年上であった。同年、妻マージョリは2番目の子供、ルチア(1936〜)と名付けられた娘を出産した。1938年、家族を南アフリカへ帰国させた。第二次世界大戦が1939年に勃発すると、ローレンスは、イギリスと南アフリカとの間に、そして新たな愛ともとからの家族との間に引き裂かれた自分を見出す。人生が行き詰まって気分が落ち込み、しばしばアルコールに溺れることになる。

### 戦争時代
1940年5月にイギリス陸軍に志願し、1941年1月に将校訓練を満了して、大尉として情報部隊付で東アフリカに派遣された。そこでウィンゲート将軍のギーデン隊に着任したが、この部隊はアビシニア（エチオピア）の王座に皇帝ハイレ・セラシエを復帰させるという任務にあたっていた。ローレンスの部隊は峻厳な山岳地の中、ラクダ11,000頭を率いており、ローレンスはこの動物の素晴らしい世話役として記憶された。3月にマラリアで倒れ、回復を期してパレスチナへ送られる。
1942年初頭、日本陸軍が東南アジアに侵攻した際、オランダ領東インド（インドネシア）の連合軍へ派遣される。これはローレンスのオランダ語の能力が買われたためである。自身の証言によれば、特別指令43（この指令の目的は、ジャワ降伏後にあって、可能な限り多くの連合軍人員を表立つことなく救出することにあった）が下されていた。
1942年4月20日、連合軍は日本軍に降伏した。これにともない、最初はスカブミの、次いでバンドンの捕虜収容所に囚われた。少なからぬ人数のさまざまな国籍からなる捕虜たちの士気を維持した働きでヴァン・デル・ポストは有名になった。他の者たちと一緒になって、基礎的な読み書きから学位程度（標準的な歴史のそれ）の授業を伴った「収容所大学」を組織し、また栄養上の必要を補うため収容所農場も組織した。ローレンスはいくらか基礎的な日本語を話せたが、このことは大いに役立った。
かつて気落ちして日記にこう記したことがある。「この収容所の暮らしで最も過酷なことの一つは、半ば正気を失った、理性と人間性が半分暗闇に紛れている状態で生きている者たちが権力を握っているなかに居続けることで引き起される過度の緊張だ」。『影さす牢格子』（1954年）、『種子と蒔く者』（1963年）、『The Night of the New Moon』（1970年）に収容所の体験を記している。大島渚監督の映画『戦場のメリークリスマス』はこれらのうち最初の2作品に基づいている。
日本の降伏に伴い、戦争捕虜となっていた部下たちを本国へ送還する一方で、ヴァン・デル・ポストはジャワに残ることを選び、1945年9月15日、連合軍代表のイギリス軍に対するジャワの日本軍の正式降伏の機会に、カンバーランド（重巡洋艦）のウィリアム・パターソン提督に加わった。
当時、2年にわたり、ヴァン・デル・ポストは、インドネシアのナショナリストとオランダ植民地政府構成員との仲介を手伝った。モハマッド・ハッタやスカルノといったナショナリストのリーダーから信頼を勝ち得、首相のクレメント・アトリーと連合軍東南アジア最高司令であるルイス・マウントバッテン提督（ローレンスは1945年10月に会っている）とには、この国は爆発寸前にあると警告している。自身の批判的見解を直接オランダ政府に報告するためにハーグにも向った。
1946年11月、イギリス軍は撤退し、バタヴィアのイギリス大使館付武官になる。イギリス帰国後の1947年、インドネシア革命（インドネシア独立戦争）が起こる。これら戦後に起こったジャワでの事件は回想録である『The Admiral's Baby』（1996年）で述懐されている。同年、ヴァン・デル・ポストは現役を退きCBE（大英帝国勲章のひとつ）を受勲された。

### 名声の到来
戦争終結と軍での任務終了をもって、ヴァン・デル・ポストは1947年の終わり、「ナタール・デイリー・ニューズ」で働くため南アフリカに帰国するが、選挙での国民党の勝利とアパルトヘイトの攻撃からロンドンへ戻ることにした。後年、アパルトヘイトへの批判を出版しているが（『アフリカの黒い瞳』1955年）、そこでの洞察の多くは心理学へのいや増しに募る関心に裏付けられている。
1949年5月、「ニヤサランドの住居不能なニイカ高原、ムランジュ高原に、家畜がどれくらい耐えうるかを調べる」ことを植民地開発公社（CDC）から任命される。このころマージョリと離婚し、1949年10月13日、インガレット・ギフォードと結婚する。
インガレットと結婚する前、卓抜した農業家にしてビジネスマンの娘である、当時17歳の Fleur Kohler-Baker と婚約するようになっていた。2人は船上で出会い、簡潔とはいえ熱のこもった恋文をやり取りしていたので、ローレンスが関係を御破算にしたときは相手の女性は深く傷ついた。
インガレットとの新婚旅行でスイスに行き、新婦によってカール・グスタフ・ユングに紹介された。ユングはほかの誰よりも深甚な影響をローレンスにもたらしたようであり、後になって、ユング程の高い知性をもった人間にそれまで会ったことはなかったと述懐している。
ローレンスは『内奥への旅』という題を持つニヤサランド探検に関する旅行記の執筆を続けていた。この作品は1952年に出版されるや、たちまちのうちにアメリカ合衆国や欧州でベスト・セラーとなった。
1950年、ジョン・リース卿（CDC議長）から、カラハリ砂漠最奥部での牧畜経営の可能性を探ることを目的としたベチュアナランドの探検を指揮するよう、要請がある。ヴァン・デル・ポストはそこで初めてサン人として知られる狩猟採集で暮らす未開地の人々を目にした。
1952年、何度もカラハリへの旅に出る。1953年、第3作となる著作『The Face Beside the Fire』を出版する。本作は、自らの魂と魂の同伴者を求める、内面において「失われた」芸術家を描いた半自伝的な小説で、ローレンスの考えや文章にユングの影響がはっきりと表れている。
『フラミンゴの羽』（1955年）は、南アフリカを覆うソヴィエト型支配について、ジョン・バカン風の冒険譚の装いをした反共小説である。よく売れ、アルフレッド・ヒッチコックは映画化を計画したが、南アフリカの出版社からの後ろ盾をなくしたことから、これをあきらめた。ペンギン・ブックスはソヴィエト連邦崩壊までこの『フラミンゴの羽』を刊行し続けた。
1955年、BBCは、ブッシュマン調査のためカラハリに戻ることを命じた。この旅は、1956年、大変な人気を博した6部からなるテレビ・ドキュメンタリーになった。1958年には、ヴァン・デル・ポストの最も有名な書籍がBBCのシリーズと同じ題名で『カラハリの失われた世界』として出版され、続いてヴィルヘルム・ブレークによって著された19世紀のブッシュマン民話（『ブッシュマン民話抄』Specimens of Bushman Folklore, 1911年）を元にする『狩猟民の心』が1961年に発表された。
ヴァン・デル・ポストは、南アフリカの原住民としてブッシュマンを描き、他のすべての人種、国籍に組み込まれず、迫害されているとしている。全人類の「失われた魂」、ある種の高貴な野生の神話を体現しているとも述べている。
ブッシュマンの信仰体系をふくむ世界観を保全するために、植民地政府は、1961年、かれらの生活を保障する中央カラハリ動物保護区を設立、この保護区は1966年のボツワナが建国されたときに部分的に法的根拠をもつものとして認められたものとなった。

### 晩年
ヴァン・デル・ポストの名声と成功はいまや疑う余地のないものになった。尊敬すべきTVパーソナリティとなり、カラハリのブッシュマンを世界に紹介し、ブッシュマンの民俗と文化の権威として認められるようになった。「夢遊の人のようにブッシュマンに向かうよう仕向けられ、日中の光が禁じたものを暗闇の中で探す夢に従ったのだ」と述べている。
つづく15年間にわたって執筆出版に傾注した。上述した自身の戦争体験に基づく著作2冊に加え、『ロシアへの旅』（1964年）と名付けられる旅行記（ソヴィエト連邦を横断した長期にわたる旅を綴っている）と『風のような物語』（1972）、その続編である『はるかに遠い場所』（1974）の、カラハリ砂漠の一角で起こった冒険を描く小説2冊が成果である。最後の2冊は、1970年代のローデシアの国境地帯で生じた暴力事件に想を得ているが、4人の子供（うち2人はサン人である）を描いており、中等学校の読本として人気を博すようになった。
1971年には、16年にわたるユング（1961年没）との交遊に関するBBCのTVシリーズが他にも制作されたが、これは『Jung and the Story of our Time』（1976年）という著作になった。
インガレットとローレンスは、サフォークのオールドバラへ引っ越した。ここで2人が参加していった友人仲間の集まりは、チャールズ王太子の知遇を得ることにもつながり1977年にはケニアのサファリに王太子を連れて行っている。この後の人生にあって密接で影響の深い関係を保った。
1977年にも、イアン・プレイヤー（南アフリカの自然保護者、ヨハネスブルグの最初の世界原生会議を創設した）を連れていった。
1979年、チェルシーの隣人、マーガレット・サッチャーが首相となった際、アフリカ南部に関する問題、とりわけ1979年から1980年のローデシア建国について、ヴァン・デル・ポストに意見を求めた。1981年、下級勲爵士を授かる。
1982年、転倒し背中を痛め、テニス、スキーから遠ざかりその時間を『船長のオディッセー』（1982年）という自伝に費やした。ここでは、海への思いや1926年のプローマーとの日本旅行について述べられている（日本、日本人への愛着は、その戦時での体験にもかかわらず、1968年の『Portrait of Japan』にて初めて示されている）。
このころまでにはインガレットは老衰状態に陥っており、ローレンスは多くの時間を古くからの友人である Frances Baruch と過ごすようになる。1984年、ロンドンで技師になるべくかの地に行った息子のジョンが亡くなり、以来、最年少の娘であるルチアとその家族と過ごすようになった。
高齢になってもなお、ヴァン・デル・ポストは少なからぬ案件（世界自然保護運動からケープ・タウンのユング研究所の設立まで）に関わっていた。
私生活でも公の場でも巧みな話し手にして創作者であり続けた。一連のインタヴューから起こしたものである『A Walk with a White Bushman』（1986年）は、自然保護者という風貌をもたらした。
1996年、中央カラハリ動物保護区にあるブッシュマンの住居区からの立ち退きを阻止しようとした。そこはブッシュマンの住居のために設置されていた。しかしこれは、ブッシュマンの事実上の移動を引き起した牧場経営の土地を促進することが1950年代のヴァン・デル・ポストの任務であったことを考えるなら皮肉なことだといえる。
同年10月、終戦時のジャワでの出来事を描いた『The Admiral's Baby』を出版する。90歳の誕生祝いのため、コロラドで5日にわたる祝賀会を催したが、これは、ヴァン・デル・ポストの人生の各時期における友人を招いたもので「これが我が人生」といった趣のある催しだった。
その数日後、1996年12月16日、アフリカーンス語で「die sterre（星）」とつぶやいて亡くなった。葬儀はロンドンにて12月20日に執り行われ、参列者には、ズールー人指導者のマンゴスツ・ブテレジ、チャールズ王太子、サッチャー元英国首相、多くの友人に家族がいた。遺灰は、1998年4月4日、フィリポリスの特別記念園に埋葬された。インガレットはローレンスの死の5カ月のちの1997年5月5日に亡くなった。

### 没後の論争
死後、何人かの著述家が、ヴァン・デル・ポストの経歴に関するローレンス自身の言い分がたしかなことなのかと疑問視している。たとえば、明らかになったことに次のようなことがある。1952年、南アフリカからイギリスへの船旅の間、彼の庇護にあった14歳の少女との間に子供をもうけた。
「現代の賢人」「グル」といった名声は疑問に付され、複数のジャーナリストが、いかにヴァン・デル・ポストがその旅行記や述懐で事実をときに粉飾しているか、そのいくつもの例を吐き出している。先に指摘したことや他の事実は、J.D.F. ジョーンズの『Storyteller: The Many Lives of Laurens van der Post』（2001年）でまとめて取り扱われているが、本書は、嘘はないにしろ、その大部分は敵意に満ちた伝記である。
反論が、Oxford Dictionary of National Biography におけるヴァン・デル・ポストの記事の執筆者であり、友人でもあるクリストファー・ブッカーによって公にされたが、ジョーンズからの再反論も続いた。
ヴァン・デル・ポストの自伝的な作品は、しばしば人間の人生の意味や「パターン」に関するユングの考えを例証する示唆に富んだものだと理解されており、とはいえ、作品の衝撃的なまでの魅力はローレンス自身の高潔な人柄が根底にあったがゆえだが、こうした暴露によってヴァン・デル・ポストの評判は損なわれてしまった。とはいえ、それでもやはり言い得るのは、戦争捕虜としての年月とその経験に基づいた力強い2冊の作品、それに自然保護者としての働きは、批判の余地のないものとしてあるということである。

## 業績（一部）
- Venture to the Interior  ; travel (1952).

『奥地への旅　中央アフリカ・ニヤサランド紀行』佐藤佐智子訳、筑摩叢書
『内奥への旅 L・ヴァン・デル・ポスト選集 (2)』冨山太佳夫訳、思索社（各・選集）
- The Face Beside the Fire  ; novel (1953).
- A Bar of Shadow  ; novella (1954)

「影さす牢格子」『影の獄にて L・ヴァン・デル・ポスト選集 (1)』に所収、由良君美、冨山太佳夫訳、思索社、のち新思索社
映画編集版が『戦場のメリークリスマス』
- Flamingo Feather  ; novel (1955).

『フラミンゴの羽』伊藤欣二訳、思索社
- The Dark Eye in Africa ; politics, psychology (1955).

『アフリカの黒い瞳 L・ヴァン・デル・ポスト選集 (3)』由良君美、佐藤正幸訳、思索社
- The Lost World of the Kalahari ; travel (1958) [BBC 6-part TV series, 1956].

『カラハリの失われた世界』佐藤喬、佐藤佐智子訳、筑摩叢書、新版・ちくま文庫
- The Heart of the Hunter  ; travel, folklore (1961).

『狩猟民の心』秋山さと子訳、思索社
- The Seed and the Sower ; three novellas (1963).

『戦場のメリークリスマス』由良君美、冨山太佳夫訳、思索社、のち新思索社
- A Journey into Russia   (US title:   A View of All the Russias ); travel (1964).

『ロシアへの旅』佐藤佐智子訳、平凡社
- A Portrait of Japan ; travel (1968).
- The Night of the New Moon  (US title:  The Prisoner and the Bomb ); wartime memoirs (1970).
- A Story Like the Wind ; novel  (1972).

『風のような物語』並木慎一訳、サンリオ
- A Far-Off Place ; novel, sequel to the above (1974).

『はるかに遠い場所』井坂義雄訳、サンリオ
- Jung and the Story of Our Time ; psychology, memoir (1975).

「人間と場所－ユングとわれらの時代の物語－」、『現代思想臨時増刊7-5 総特集 ユング』(1979)、秋山さと子/鈴木晶訳、青土社、一部所収
- A mantis carol (1975).

『かまきりの讃歌』秋山さと子訳、思索社
- Yet Being Someone Other ; memoir, travel (1982).

『船長のオディッセー』（日本語訳版は一部割愛）、由良君美訳、日本海事広報協会
- A Walk with A White Bushman  ; interview-transcripts (1986).

『ブッシュマンの詩』(1961,1983)、由良君美述、思索社
- The Admiral's Baby ; memoir (1996).
- 『ある国にて　南アフリカ物語』戸田章子訳、みすず書房（2015年）。デビュー作
- 「カール・ユングに捧ぐ」、『友よ　弔辞という詩』、サイラス・M・コープランド、井上一馬訳、河出書房新社、所収
- 「原始アフリカにおける創造的パターン」、『創造の形態学 I』由良君美訳、エラノス会議、平凡社、所収。ヴァン・デル・ポストに関する巻末の解説（由良君美）がある。
- 『アフリカ料理』、タイム ライフ ブックス